# Лешє (Войник)
Лешє (словен. Lešje) — поселення в общині Войник, Савинський регіон, Словенія. 
Висота над рівнем моря: 319,3 м.